# Киевское маршрутное такси
Киевское маршрутное такси (укр. Київське маршрутне таксі) — вид общественного транспорта в столице Украины городе Киеве, осуществляющий перевозку пассажиров и багажа, как правило, автобусами среднего и малого класса, а также микроавтобусами по установленным маршрутам и имеющий признаки нерегулярности по сравнению с другими видами общественного транспорта. На сегодняшний день в городе действуют 153 легальных маршрута и 6 нелегальных маршрутов.

## История
Маршрутное такси впервые появилось в Киеве в 1960-х годах. На линиях использовали автобусы особо малого класса РАФ-977 «Латвия». Маршрутное такси или в просторечье «маршрутка» быстро набрало популярность, несмотря на значительно более высокую стоимость проезда (20 коп.).
Во второй половине 1970-х годов на линии маршрутного такси стали поступать новые микроавтобусы РАФ-2203 «Латвия». К 1987 году в городе действовало 28 таксомоторных маршрутов, протяженность которых составляла свыше 100 км. На линиях работали 62 микроавтобуса РАФ-2203 «Латвия»
Стоимость проезда составляла 15 копеек. В результате экономических потрясений конца 1980-х — начала 1990-х годов маршрутное такси, находившееся в государственной собственности, стало нерентабельным и быстро пришло в упадок. Маршрутки исчезли с улиц города.
Кризисную ситуацию, сложившуюся с пассажирскими перевозками в городе, улучшило внедрение таксомоторных перевозок. В 1996 году автобусные парки стали впервые осуществлять перевозку пассажиров без предоставления льгот. На автобусах появились таблички «Автобусный таксомотор». Первые экспрессные маршруты появились на Вигуровщине-Троещине (№ 21к, 26э, 57э, 59э). В этот период курсировали автобусы с междугородных трасс — ЛАЗ-699р и Икарус-250 (более 50 единиц).
С 1997 года в Киеве началось возрождение маршрутного такси. На рынок вышел первый крупный частный автоперевозчик — компания «Автосвіт». Она запустила параллельно существующим маршрутам городского транспорта 300 оранжевых микроавтобусов Псковавто-2214 Архивная копия от 13 октября 2011 на Wayback Machine на базе «ГАЗели» .
Быстро выяснилось, что рынок городских пассажироперевозок маршрутными такси гораздо шире, чем предполагалось, и на рынок стали приходить другие частные автоперевозчики и государственные АТП.
Маловместительные «ГАЗели» не справлялись с возрастающим пассажиропотоком. Автоперевозчики начали закупки новой техники. На маршрутах «ГАЗели» были заменены на пассажирские модификации IVECO Daily 2, которые продержались на линиях несколько лет. Были попытки заменить их автобусами на базе Mercedes-Benz Vario, но неудачно.
 Требовалась более вместительная и недорогая в обслуживании машина. Такой машиной стал отечественный автобус малого класса Богдан А091. Он быстро завоевал популярность и стал основной маршруткой на улицах Киева. Наряду с его поздней модификацией Богдан А092 этот автобус и сегодня можно увидеть в городе повсеместно.
Флагман украинского, а в прошлом советского автобусостроения, Львовский автобусный завод тоже предложил на рынок свой вариант маршрутки — автобус малого класса ЛАЗ-A07310 Архивная копия от 22 марта 2016 на Wayback Machine. Но проволочки с серийным выпуском этой машины не позволили ей занять своё место на рынке пассажирских перевозок. В Киев попало только три таких маршрутки.
Кроме того, к этому времени был начат серийный выпуск автобусов малого класса Днепровского автобусного завода ДАЗ-3220, но и они не получили в Киеве распространения. Крупных перевозчиков автобус не заинтересовал.
Также киевлянам запомнились ярко-жёлтые маршрутки необычного вида Peugeot J9 Karsan и очень удачные автобусы Otoyol, закупленные частными транспортными компаниями и около двух лет эксплуатировавшиеся на улицах города.
Государственные АТП, ввиду убыточности коммунального транспорта, находившиеся на дотациях, тем не менее, не желали оставаться в стороне от прибыльного направления автоперевозок маршрутками. Не имея средств на закупку автобусов малой вместимости, они выпустили на свои автобусные линии в качестве маршруток междугородные и туристические автобусы Ikarus-250, Ikarus-255, Ikarus-256, ЛАЗ-699, в тот период имевшиеся в автопарках в больших количествах. Плохо приспособленные к такой работе, эти громоздкие автобусы были сняты с линий при первой возможности.
Кроме перечисленных машин, в конце 1990-х — начале 2000-х годов на маршрутах работали автобусы мелких автоперевозчиков и отдельных водителей-частников. Если не считать старые советские ПАЗы и единичные КАвЗы, в основном это были подержанные коммерческие автофургоны известных компаний Mercedes-Benz, Volkswagen, Ford, Peugeot, Renault, Citroën, DAF, FIAT, IVECO разных моделей и немного автобусов средней вместительности Ikarus 211, пригнанные из Европы и переоборудованные для пассажирских перевозок. Однако мелкие автоперевозчики не выдержали финансовой конкуренции с крупными операторами и были вытеснены на городскую периферию и пригородные маршруты. В настоящее время переоборудование грузовых фургонов для пассажирских перевозок запрещено, однако ранее зарегистрированные переделанные машины продолжают работать.
 Самой распространённой в Киеве маркой маршрутного такси остаётся «Богдан» моделей А091 и А092. Но в последние годы столичный рынок перевозок у «Богдана» начали понемногу отвоёвывать автобусы малого класса БАЗ А079 «Эталон» и ЗАЗ А07А «І-Ван».
Автобусы «Богдан» моделей А091 и А092, БАЗ А079 «Эталон» и «І-Ван» составляют основной парк маршрутного такси в Киеве.
Иногда АТП, обслуживающие киевские автобусные маршруты, выпускают на линии свои автобусы в режиме «таксомотора», то есть в качестве маршрутных такси. Причём это может быть машина любой из марок, составляющих парк киевских автобусов.
За машинами сегодняшнего киевского маршрутного такси прочно закрепилось общее наименование «маршрутка». Реже применяется название «бусик». В период возрождения маршрутного такси в 1997—1998 годах любой микроавтобус, работавший на линии, называли «автосвитом» по имени первой частной компании, пришедшей на киевский рынок пассажирских автоперевозок.
По состоянию на 1 августа 2017 год, маршрутные такси занимают второе место по перевозкам в городе. Уменьшается медленными темпами количество маршрутов. Основными причинами можно назвать заменой на коммунальный транспорт, самоликвидация маршрутов или закрытие маршрутов путем окончания договора с перевозчиком. Но несмотря на сокращение маршрутов, в городе действуют нелегальные перевозки по закрытым маршрутам. Также сокращается количество перевозчиков, путем выхода из рынка мелких перевозчиков и переходом их маршрутом, путем конкурса, к крупным или средним перевозчикам.

## Маршруты
Изначально маршрутная сеть города была представлена около 300 маршрутами, не считая коротких и длинных маршрутов. Но постепенно количество маршрутов сокращалось. Множество маршрутов закрывалось благодаря развитию метро, невостребованности или замены на коммунальный транспорт.
Собственно сеть маршрутов составлена таким образом, что маршруты можно условно поделить на длинные, которые покрывают насколько районов (например: 180, 416, 529) и короткие, которые чаще всего соединяют жилые массивы с метро (например: 182, 241, 582) или соединяют неотделанные районы (например: 165).
Также стоит отметить, что некоторые маршруты работают по сокращенным трассам. Например, маршрут №548, который работает до ст. м. «Выставочный центр», должен ездить до ст. м. «Университет».
На сегодня в городе действует около 154 легальных маршрута и более 10 нелегальных маршрутов.

## Подвижной состав
Основной составляющей парка маршрутных такси являются автобусы малого класса и лишь незначительная часть — автобусы среднего и большого класса, которые преимущественно использует КП "Киевпастранс".
Основной и популярной моделью на сегодняшний день остаётся Богдан/Ataman А092 и его модификации. Данные автобусы можно встретить практически на каждом маршруте города. Немалое количество автобусов Богдан А091, БАЗ А079 «Эталон» и  А07А «І-Ван», которые также широко используются в качестве "маршруток". На определенных маршрутах можно встретить автобусы моделей Рута 43 (например, маршрут №472 работает исключительно на данных автобусах), БАЗ 2215 «Дельфин» (можно встретить на маршруте №487).
Помимо выше указанных моделей, очень редко, но встречаются такие модели: IVECO Daily 3, Volkswagen LT, Mercedes-Benz Sprinter (T1N) и прочие.
В последнее время крупные и средние перевозчики активно обновляют свои автопарки новыми автобусами: газовыми автобусами Ataman A092G9, Ataman A092H6 и Богдан А22112. Также некоторые частные перевозчики проводят капитально-восстановительные ремонты Богданам А091 и Богданам А092.
Также стоит отметить наличие автобусов среднего и большого классов. Автобусы данных классов встречаются на маршрутах КП «Киевпастранс».
Например:
- МАЗ-103 встречаются на маршрутах №220;
- МАЗ-203 на маршрутах №220;
- Богдан А144 на маршрутах №157, 182, 228.

Также автобусы большого и среднего классов ранее можно было встретить на многих маршрутах КП «Киевпастранс», в частности на действующих маршрутах №155, 166, 211, а также на закрытых — №157д, 551, 556.

## Перевозчики
На сегодняшний день в городе действует более 20 перевозчиков, которые организовывают работу более 154 маршрутов маршрутных такси. Условно компаний-перевозчиков можно поделить на крупные (более 10 маршрутов), средние (4—10 маршрутов) и мелкие (менее 3 маршрутов).
За последние пару лет[когда?]

 количество мелких и крупных перевозчиков сократилось во много раз. Основной причиной сокращений можно назвать проигрыш компаниями маршрутов на конкурсе или выкуп компании более крупной компанией.

## Оплата проезда
Оплата проезда происходит в большинстве случаев водителю без выдачи талона. Очень редко в маршрутных такси присутствует кондуктор, выдающий талоны.
Стоимость проезда зависит от маршрутов. Например:
- 6 гривен — на маршрутах №240, 241;
- 7 гривен – на маршрутах №487, 503;
- 10 гривен – на маршрутах №150, 192, 405, 414, 418, 422, 437, 439, 444, 461, 470, 472, 476, 485, 529, 559;
- 15 гривен – на большинстве маршрутах;
- 35 гривен – на маршрутах №903, 801, 825;

В киевских маршрутных такси предусмотрен льготный проезд ветеранов войны, инвалидов I, II групп, детей-инвалидов и некоторых других категорий населения, перечисленных в «Выдержке из Правил предоставления услуг по перевозке пассажиров». За один оборотный рейс допускается перевозка не более 2 «льготников».

## Перспектива
Общая дальнейшая перспектива маршрутных такси пока что не ясна. За последние несколько лет количество маршрутов маршрутных такси уменьшилось и медленными темпами продолжает уменьшаться. Тем не менее, за 2017 год было введено три новых маршрута по рекомендациям Мирового банка (маршруты №№ 500, 501 и 502).
Помимо — обновление подвижного состава крупных и средних перевозчиков и дальнейшее повышение тарифов.

## Интересные факты
- Самым длинным маршрутом киевского маршрутного такси является маршрут №242: Индустриальный мост – ст. м. Лесная. Длина маршрута: 25,87 км[4]. Далее следует 529 (25,06 км)[5]; 416 (24,77 км )[6] и 550 (24,11 км)[7].

## Ссылка
- МАРШРУТКА — сайт по движению транспорта Архивная копия от 18 марта 2011 на Wayback Machine
- АВТОБУСНЫЙ ТРАНСПОРТ — объединенная фотогалерея. Город Киев. Архивная копия от 6 июня 2017 на Wayback Machine
- Официальный сайт КП "Киевпастранс" Архивная копия от 20 апреля 2014 на Wayback Machine